# アンガーマネジメントコンサルタント財津ユカのイライラコントロールレッスン
アンガーマネジメントコンサルタント財津ユカのイライラコントロールレッスンは、KBCラジオで放送されていた、悩み相談を中心としたトーク番組。

## 概要
居酒屋 清子で、毎週のように清子女将から素っ気なく扱われ、イライラのたまった杉山39がアンガーマネジメントコンサルタントの財津ユカにイライラ解決してもらう番組。
毎週1通リスナーからの悩みを解決しているが、杉山39のイライラは1回も解決されたことはない。
リスナーの悩みをレッスン1〜レッスン3に分けて、イライラの解決方法をアンガーマネジメントコンサルタントの財津ユカが、紹介していた。

## 放送時間
2019年11月4日-2020年7月27日　毎週月曜　21時45分-21時55分

## 番組の配信
radiko(スマホ無料アプリ)で一週間以内の番組が聴ける
今まで放送した番組はYouTubeで配信されている